# Carteles en la guerra civil española

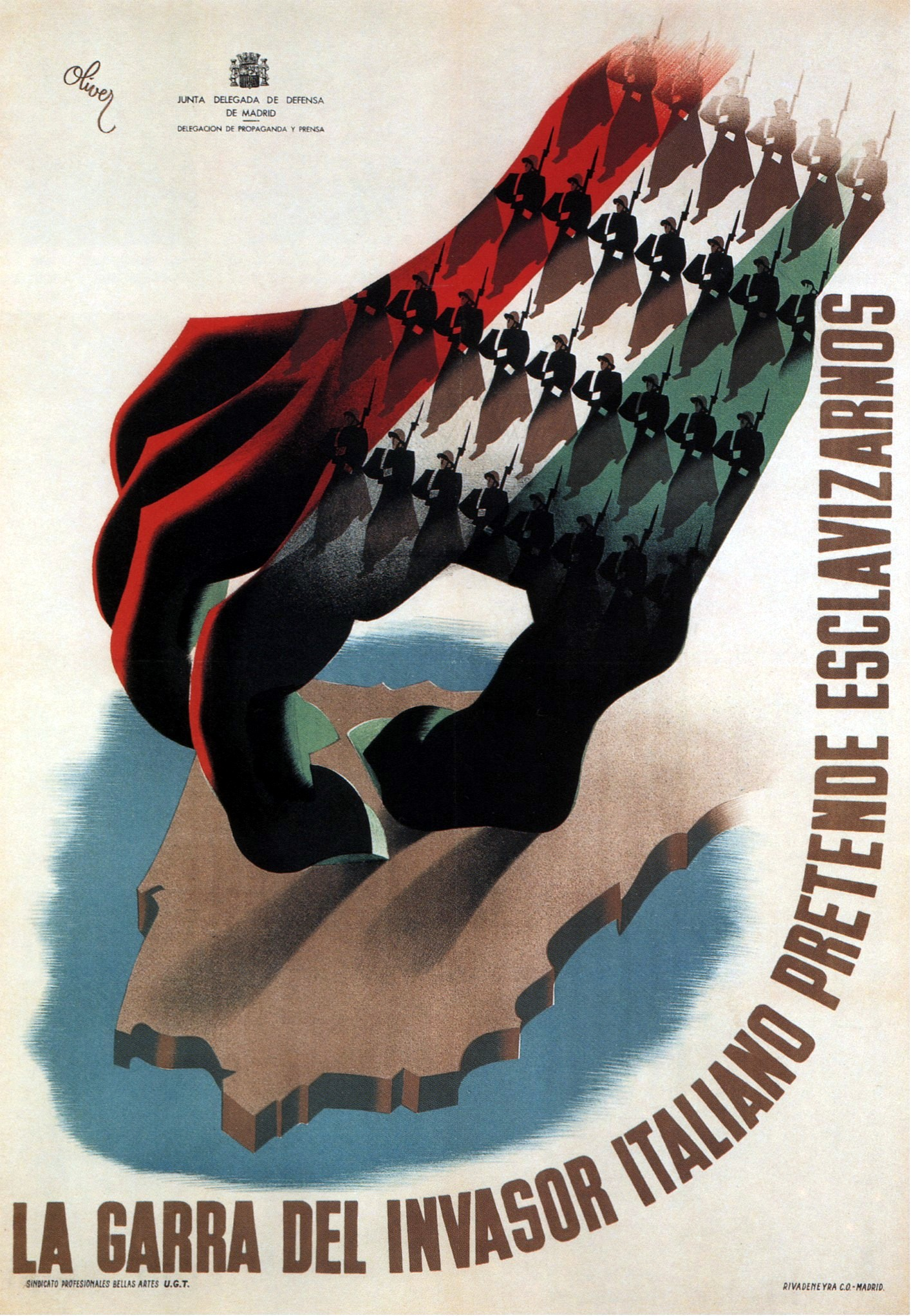
Cartel antifascista denunciando la intervención italiana en el conflicto español provocado por el Alzamiento Nacional.

Los carteles en la Guerra Civil Española, fueron una herramienta política y social empleada por el Gobierno de la República y los distintos grupos ideológicos que participaron en la contienda tras el golpe militar del 18 de julio de 1936. En el Archivo General de la Guerra Civil Española de la Biblioteca Nacional de Madrid —creado en 1979— se conserva una valiosa colección de carteles compuesta por un total de 2.280 piezas de las diferentes facciones y muy diversa procedencia.
De la larga lista de artistas gráficos, pintores, escultores e intelectuales de diferentes facciones que firmaron la abundante producción conservada, pueden escogerse como referencia los siguientes nombres: Renau, Bardasano, Fontserè, Arteta, Prieto, Sáenz de Tejada, Valverde Lasarte o los hermanos Arturo y Vicente Ballester Marco.

## Archivo General de la Guerra Civil
La dramática contienda civil desarrollada en España entre 1936 y 1939 dio un importante impulso a la creatividad de los artistas gráficos y determinados círculos intelectuales. El cartelismo político se convirtió en el escaparate popular de las consignas del gobierno, los partidos políticos y sindicales y el aparato propagandístico de la rebelión militar.

### El fondo incautado
Gran parte del material conservado por el Archivo General de la Guerra Civil fue recopilado o incautado por la Delegación Nacional de Servicios Documentales, creada en 1944 a partir de organismos surgidos en 1937 y desmantelada en 1977. Dicho organismo de control y propaganda constaba de dos secciones: la Político-Social y Especial (con más de 1.280 documentos incautados en territorio republicano, incluyendo carteles anteriores a la guerra, entre 1931- 1936); y la Sección Especial encargada de los expedientes relativos a la Masonería y otras organizaciones perseguidas por el catolicismo oficial franquista.

### La colección Armero
El Archivo General de la Guerra Civil guarda también las 876 piezas procedentes de la colección reunida por el ensayista José Mario Armero, adquirida por el Estado español en 2001. Entre los documentos, libros, prensa y objetos del conjunto, hay un valioso legado de cartelería producida por el bando nacional impresa en la inmediata posguerra.

## Tipología
La temática de la cartelería reunida en el Archivo General de la Guerra Civil puede ordenarse en la siguiente tipología:
1. los relativos a la actividad militar, el reclutamiento y la movilización, el fortalecimiento de la disciplina y la enumeración de normas para la instrucción;
2. las consignas de guerra;
3. los mensajes ideológicos (en especial los referidos al antifascismo)
4. los que se refieren a la intervención extranjera (en ambos bandos);
5. la economía de guerra, el trabajo en la retaguardia y la agricultura;
6. las caricaturas de personajes o grupos del bando contrario;
7. la cartelería de los grupos anarquistas y la revolución;
8. los carteles de prensa, que anuncian publicaciones o son periódicos murales;
9. los dedicados a la educación de adultos;
10. los llamamientos de ayuda y solidaridad y las asociaciones que se ocupan de ello;
11. los dedicados a la protección de los niños;
12. los dedicados a las mujeres y su valiosa contribución al esfuerzo bélico.[4]

## Impresión y financiación
Los principales lugares de impresión fueron Madrid, Barcelona y Valencia, ciudades donde la resistencia de las facciones leales a la República duró más y con mayor desarrollo en las artes gráficas; pero también hay que mencionar las imprentas de Bilbao, Castellón, Santander o Gijón y, fuera de España, París, Moscú y Leningrado.
Entre los editores, los más prolíficos fueron el Ministerio de Instrucción Pública y el Ministerio de Propaganda de la Segunda República Española. Entre los particulares (sindicatos, partidos políticos y asociaciones) cabe mencionar: UGT, PCE, CNT-AIT, Juventudes Libertarias, Falange Española, además de organizaciones como "Altavoz del Frente" o las Asociaciones de Amigos de la Unión Soviética.

## Bando sublevado
Los carteles del bando sublevado –autodenominado bando nacional– utilizaron eslóganes sobre la unidad de España, la fe y el catolicismo, la tipografía gótica (usada por Hitler durante el nazismo) y el prototipo del superhombre. De igual modo, aparece simbología básica fascista o triunfalista como el águila bicéfala o el yugo y las flechas y la esvástica nazi (orientada en sentido contrario al de la tradicional). Destacaron Sáenz de Tejada y Joaquín Valverde, y también suele incluirse a Teodoro y Álvaro Delgado, José Caballero, J.J. Acha y J. Olasagasti.

## Bando republicano

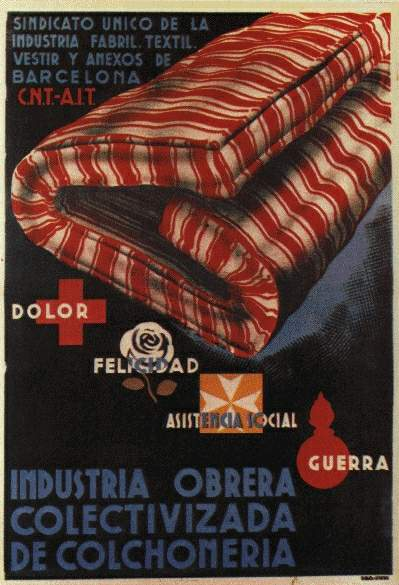
"Industria Obrera Colectivizada de Colchonería", en un cartel apócrifo publicado por el gobierno de la Segunda República Española el 13 de mayo de 1937.

En los carteles del bando republicano, se resalta la importancia de la educación, la lucha contra el fascismo, la necesidad de disciplina, eslóganes para campañas de financiación, etc. En cuanto a los símbolos, se representaron: la hoz, el martillo y otras herramientas industriales (como pueden ser engranajes o martillos) y las estrella de cinco puntas y la de tres (la estrella internacionalista). 
También es importante la colaboración de los cartelistas con las actividades del Altavoz del Frente, para la Sección de Pintura y Dibujo, que dirigieron Aníbal Tejada y Ramón Puyol, junto a otros dibujantes y pintores (entre ellos Francisco Mateos, Bartolozzi, Bardasano, José Loygorri, Francisco Sancha o Penagos.
Además de estos y otros artistas de diferentes ideología y habilidades, cabría destacar casi al azar los nombres de Aurelio Arteta, Josep Renau, los hermanos Arturo y Vicente Ballester Marco, Fontserè, Manolo Prieto, Amado Oliver Mauprivez, Enrique Garrán o José Luis Rey Vila (Sim).

## Apéndice: Simbología
Para comprender mejor el contexto y el significado en algunos de los carteles es interesante analizar los códigos y tópicos de los diferentes símbolos que aparecen en ellos:
- Águila: En muchas culturas, la reina de las aves, también se utiliza como símbolo del sol y de la realeza, representando autoridad, fuerza, victoria y orgullo.
- Corona: Símbolo de soberanía, como adorno de la parte ‘más noble’ de una persona.
- Yugo y flechas, en este contexto, emblema de la Falange española, como símbolo de la unión de la familia de armas de los Reyes Católicos.
- Esvástica: Aunque en su origen es un símbolo hindú que representa la suerte o la reencarnación, el nazismo lo adaptó con algunas variantes (como el sentido de giro).
- Hoz y martillo: La hoz, por su forma de luna creciente, simboliza el tiempo y la muerte; pero también el ciclo anual de la renovación. Unida al martillo se adaptó como símbolo de la antigua Unión Soviética, y se conserva en el contexto del comunismo.
- Estrella de cinco puntas roja, que representan los cinco continentes, y común es en movimientos internacionalistas y socialistas. Aunque también puede hacer alusión a cinco clases sociales: juventud, militares, obreros, campesinos e intelectuales.
- El color rojo: Color de la vida y la sangre, del fuego y la pasión, así como de la guerra, y a veces, de cierta nobleza.
- El color amarillo: Color del sol y el oro. Es el color más visible y por eso también se emplea como señal de advertencia. En ocasiones también representa a la ciencia o el pensamiento científico.